# Concert per a trombó (Brotons)
El Concert per a trombó i orquestra, op. 70, va ser compost per Salvador Brotons entre el gener i el setembre de 1995. L’estrena va ser al Palau de la Música Catalana de Barcelona el 17 de gener de 1997, amb Miguel Ángel Gómez Martínez dirigint l'Orquestra Simfònica de Barcelona i Nacional de Catalunya i amb Ricardo Casero al trombó, Casero era el solista d'aquest instrument de la mateixa orquestra i a qui estava dedicat el concert. Té una durada d'uns 22 minuts.

## Música
El paper del solista es manté en primer pla al llarg de tota la peça. Segons Montsalvatge, l'obra combina amb mestria contrastos rítmics, harmònics i tímbrics dins una estructura coherent. Brotons explota a fons les possibilitats del trombó, i això va permetre a Ricardo Casero exhibir un virtuosisme excepcional i merèixer un aplaudiment molt calorós.
Brotons construeix l’obra al voltant de la potència sonora del trombó, fent-lo dialogar i fins i tot confrontar amb l’orquestra, generant una sonoritat imponent quan s’hi fusiona. L’estructura segueix un esquema simètric en forma d’arc: els dos moviments extrems enèrgics, que es desenvolupen amb crescendos graduals i ben equilibrats. En canvi, la secció central, mancada de caràcter grotesc, resulta menys determinant. Una sèrie de set notes, presentada pel solista al començament, actua com a fil conductor de tota l’obra. La cadència final del primer moviment és una demostració brillant del virtuosisme del trombó modern.
L’obra, d’un efectisme d’arrel americana, destaca per la seva escriptura melòdica i una orquestració brillant però subtil. Tot i l’espectacularitat de l’orquestració, l’obra conserva moments de gran delicadesa, com els duos entre el solista i la flauta o l’oboè.

## Instrumentació
El concert està escrit per a 2 flautes, 2 oboès, 2 clarinets, 2 fagots, 4 trompes, 2 trompetes, 2 trombons, 1 tuba, timbales, 3 percussions i cordes.